# ويلتز (لوكسمبورغ)
ويلتز هي إحدى كانتونات لوكسيمبورغ وتقع في شمال غرب لوكسمبورغ. مركزها ويلتز وتبلغ مساحتها 264.55 كيلومتر مربع.

## التقسيمات الإدارية
تتكون كانتونة ويلتز من البلديات السبع التالية:
- بولعيد
- Esch-sur-Sre
- خوسدورف
- Kiischpelt
- Lac de la Haute-Sûre
- ويلتز
- وينسلر